# Sophie Cunningham
Sophie Elizabeth Cunningham (Columbia, 16 agosto 1996) è una cestista statunitense, professionista nella WNBA.

## Carriera
È stata selezionata dalle Phoenix Mercury al secondo giro del Draft WNBA 2019 (13ª scelta assoluta).